# یواس‌اس فورسایت (پی‌اف-۱۰۲)
یواس‌اس فورسایت (پی‌اف-۱۰۲) (به انگلیسی: USS Forsyth (PF-102)) یک کشتی بود که طول آن ۳۰۳ فوت ۱۱ اینچ (۹۲٫۶۳ متر) بود. این کشتی در سال ۱۹۴۴ ساخته شد.